# Charles William Frederick Cavendish-Bentinck
Charles William Frederick Cavendish-Bentinck, född 1817 död 1865, var son till William Charles Augustus Cavendish-Bentinck (1780–1826).
Charles William Frederick utbildade sig och verkade som präst (reverend) inom den anglikanska kyrkan.
Gift 1:o 1839 med Sinetta Lambourne (1820–1850); gift 2:o 1859 med Caroline Burnaby (1833–1918) 

## Barn
- Nina Cecilia Cavendish-Bentinck (1862–1938); gift 1881 med Claude Bowes-Lyon, 14:e earl av Strathmore och Kinghorne (1855–1944), föräldrar till lady Elizabeth Bowes-Lyon, gift med hertigen av York, senare kung Georg VI
- Anne Violet Cavendish-Bentinck (1864–1932)
- Hyacinthe Sinetta Cavendish-Bentinck (1864–1916); gift 1901 med Alfred Jessup